# Bosavern Penlez
Bosavern Penlez (1726 – 1749) fue un fabricante británico de pelucas que fue condenado por disturbios y posteriormente ejecutado junto con el coacusado John Wilson. Fue condenado y ahorcado el 18 de octubre de 1749. Se cree que, aunque estuvo presente en el momento del asesinato, fue erróneamente identificado. Ese mismo año, Penlez fue objeto de un tratado de 55 páginas creado por Henry Fielding y titulado The Case of the Unfortunate Bosavern Penlez (en español: El caso del desafortunado Bosavern Penlez). Después de que fallara un intento de último minuto por salvarle la vida, Penlez fue ejecutado y posteriormente se le brindó un entierro apropiado.